# Katarzyna Plutecka
Katarzyna Plutecka – polska specjalistka w zakresie rewalidacji głuchych i niedosłyszących, doktor habilitowana nauk społecznych, profesor Instytutu Pedagogiki Specjalnej Wydziału Pedagogicznego Uniwersytetu Pedagogicznego im. KEN w Krakowie.

## Życiorys
W 1994 ukończyła studia w zakresie pedagogiki specjalnej w Wyższej Szkole Pedagogicznej im. Komisji Edukacji Narodowej w Krakowie. 18 maja 2004 obroniła pracę doktorską pt. Kompetencje zawodowe surdopedagoga z wadą słuchu w opiniach nauczycieli i uczniów z uszkodzonym słuchem. 25 listopada 2014 habilitowała się na podstawie oceny dorobku naukowego i pracy zatytułowanej Ojciec wobec osiągnięć edukacyjnych dziecka niesłyszącego.
Została zatrudniona na stanowisku adiunkta w Katedrze Pedagogiki Specjalnej na Wydziale Pedagogicznym Uniwersytetu Pedagogicznego im. KEN w Krakowie, oraz w Katedrze Pedagogiki Górnośląskiej Wyższej Szkole Pedagogicznej im. Kardynała Augusta Hlonda w Mysłowicach.
Pełniła funkcję prodziekana na Wydziale Pedagogicznym Uniwersytetu Pedagogicznego im. KEN w Krakowie i profesor nadzwyczajnej Instytutu Pedagogiki Specjalnej Wydziału Pedagogicznego Uniwersytetu Pedagogicznego im. KEN w Krakowie. Od 2021 prorektor ds. studenckich.

## Wybrane publikacje
- 2015: Zmiany społeczne w polskiej surdopedagogice[2]
- 2013: Ojciec wobec osiągnięć edukacyjnych dziecka niesłyszącego[1]
- 2011: Przemiany dotyczące systemu kształcenia uczniów głuchych w Chinach[2]
- 2006: Świadomość surdopedagogów i studentów surdopedagogiki w zakresie perspektyw pracy zawodowej[1]